# Fertőmelléki dombsor
Fertőmelléki dombsor este o arie protejată (arie specială de conservare — SAC, sit de importanță comunitară — SCI) din Ungaria întinsă pe o suprafață de 2.563,76 ha, integral pe uscat.

## Localizare
Centrul sitului Fertőmelléki dombsor este situat la coordonatele 47°41′58″N 16°38′15″E / 47.6994°N 16.6375°E.

## Înființare
Situl Fertőmelléki dombsor a fost declarat sit de importanță comunitară în mai 2004 pentru a proteja 3 specii de plante și 14 specii de animale. Situl a fost protejat și ca arie specială de conservare în februarie 2010.

## Biodiversitate
Situată în ecoregiunea panonică, aria protejată conține 14 habitate naturale: Mlaștini alcaline, Păduri panonice-balcanice de stejar turcesc - stejar sesil, Păduri panonice cu Quercus pubescens, Liziere de ierburi înalte hidrofile de câmpie și de nivel montan până la alpin, Pajiști cu Molinia pe soluri calcaroase, turboase sau argilos-nămoloase (Molinion caeruleae), Mlaștini calcaroase cu Cladium mariscus și specii de Caricion davallianae, Fânețe de joasă altitudine (Alopecurus pratensis, Sanguisorba officinalis), Păduri panonice cu Quercus petraea și Carpinus betulus, Pajiști uscate seminaturale și facies de acoperire cu tufișuri pe substraturi calcaroase (Festuco-Brometalia) (* situri importante pentru orhidee), Pajiști stepice subpanonice, Lacuri eutrofice naturale cu vegetație de tip Magnopotamion sau Hydrocharition, Pante stâncoase calcaroase cu vegetație casmofită, Păduri aluvionare cu Alnus glutinosa și Fraxinus excelsior (Alno-Padion, Alnion incanae, Salicion albae), Pajiști panonice carstice (Stipo-Festucetalia pallentis).
La baza desemnării sitului se află mai multe specii protejate:
- plante (3): papucul doamnei (Cypripedium calceolus), moșișoare (Liparis loeselii), sisinei (Pulsatilla grandis)
- amfibieni (1): buhai de baltă cu burta roșie (Bombina bombina)
- mamifere (6): liliac cârn (Barbastella barbastellus), liliac cu urechi mari (Myotis bechsteinii), liliac cu urechi de șoarece (Myotis blythii), liliac cărămiziu (Myotis emarginatus), liliac comun (Myotis myotis), liliacul mic cu potcoavă (Rhinolophus hipposideros)
- nevertebrate (6): croitorul mare al stejarului (Cerambyx cerdo), fluturele de noapte (Eriogaster catax), fluturele flitirar (Euphydryas maturna), libelule (Leucorrhinia pectoralis), rădașcă (Lucanus cervus), Vertigo moulinsiana
- pești (1): boarță (Rhodeus sericeus amarus)

Pe lângă speciile protejate, pe teritoriul sitului au mai fost identificate 12 specii de plante, 5 specii de amfibieni, 6 specii de nevertebrate, 2 specii de reptile.